# Blackbox (správce oken)
Blackbox (výslovnost [ˌblækˈboks]) je minimalistický správce oken pro X Window System. Je specifický svou nenáročností na hardwarové prostředky a konfigurovatelností pomocí textových souborů. Jeho dodatečné rozšíření je možné pomocí dalších aplikací.
Celý je napsán v jazyce C++ a vydán pod licencí MIT; jeho autorem je Bradley T. Hughes. Z projektu Blackbox se v průběhu času oddělilo několik samostatných správců oken. Mezi nejznámější patří Fluxbox, Openbox a Hackedbox. Ostatní jeho odnože však – vyjímaje HackedBox – nabízejí více funkcí.
Vývoj Blackboxu byl končen.